# الانتخابات البرلمانية المصرية 2000
أجريت الانتخابات البرلمانية في مصر على ثلاث مراحل بين 18 أكتوبر و8 نوفمبر 2000. وتم تقسيم الانتخابات إلى مراحل بعد حكم أصدرته المحكمة الدستورية العليا في يوليو بوجوب رصد القضاة لجميع مراكز الاقتراع. وعقدت المرحلة الأولى في 18 أكتوبر على 150 مقعد في شمال مصر، أما المرحلة الثانية، فقد جرت في 28 أكتوبر لشغل 134 مقعدا في شرق وجنوب مصر، وشملت المرحلة الثالثة في 8 نوفمبر 156 مقعدا في وسط مصر، بما في ذلك القاهرة. وتُرك مقعدان في الإسكندرية شاغرين بعد أن ألغت المحكمة النتائج.
كانت النتيجة نصرا للحزب الوطني الديمقراطي الحاكم الذي فاز بـ 353 مقعدا من أصل 454. وفي أعقاب الانتخابات، انضم إلى الحزب الوطني الديمقراطي أيضا 35 من أصل 72 من المستقلين.